# Águas Livres
Águas Livres es una freguesia portuguesa del municipio de Amadora, distrito de Lisboa.

## Historia
Fue creada el 28 de enero de 2013 en aplicación de una resolución de la Asamblea de la República de Portugal promulgada el 16 de enero de 2013 con la unión de la mayoría de la freguesia de Damaia, la zona sur de la freguesia de Reboleira, la zona norte de la freguesia de Buraca y varias partes de la freguesia de Alfragide.

## Demografía
| Gráfica de evolución demográfica de Águas Livres entre 2011 y 2021 |
|                                                                    |
| Datos según el nomenclátor publicado por el INE portugués.         |